# Hamptophryne
Hamptophryne Carvalho, 1954 è un genere di anfibi anuri, appartenente alla famiglia Microhylidae.

## Etimologia
Il nome generico è composto da Hampto, in onore di Hampton Wildman Parker e dal termine greco phrynos (rospo).

## Distribuzione e habitat
Le specie del genere si possono trovare in America del Sud, lato settentrionale e occidentale del bacino amazzonico.

## Tassonomia
Comprende 2 specie:
- Hamptophryne alios (Wild, 1995)
- Hamptophryne boliviana (Parker, 1927)

Il genere Altigius è stato posto come sinonimo da de Sá et al nel 2012.